# فتاة الغلاف (فلم)
فتاة الغلاف (بالإنجليزية: Cover Girl) هو فيلم موسيقي تم إنتاجه في الولايات المتحدة وصدر في سنة 1944.

## بطولة
- ريتا هيوارث
- جين كيلي

### ترشيحات وجوائز
| السنة | الحدث  | الفئة               | النتيجة  |
| ----- | ------ | ------------------- | -------- |
|       | أوسكار | أفضل موسيقى تصويرية | فـــــوز |

## وصلات خارجية
- مقالات تستعمل روابط فنية بلا صلة مع ويكي بيانات